# Џотоку
Џотоку (承徳) је јапанска ера (ненко) која је настала после Еичо и пре Кова ере. Временски је трајала од новембра 1097. до августа 1099. године и припадала је Хејан периоду. Владајући монарх био је цар Хорикава.

## Важнији догађаји Џотоку ере
- 1097. (Џотоку 1, први месец): Дворски даинагон Монамото но Цуненобу умире у 82 години.[3]
- 1097. (Џотоку 1, четврти месец): Цар посећује храм Гион.[3]
- 1097. (Џотоку 1, десети месец): Цар посећује дом свог кампакуа Фуџиваре но Моромичија.[3]